# Аманда Борден
Аманда Борден  (англ. Amanda Borden; нар. 5 травня 1977) — американська гімнастка, олімпійська чемпіонка.

## Виступи на Олімпіадах
| Олімпіада    | Дисципліна       | Місце             |
| ------------ | ---------------- | ----------------- |
| Атланта 1996 | абсолютний залік | 97 (кваліфікація) |
| Атланта 1996 | командний залік  | 1                 |
| Атланта 1996 | вільні врави     | 10 (кваліфікація) |
| Атланта 1996 | колода           | 19 (кваліфікація) |